# Pedaliodes antulla
Pedaliodes antulla  (лат.) — вид бабочек рода Pedaliodes из семейства Бархатницы. Обитатели горных районов Южной Америки: Перу (номинативный подвид) и Боливия, где обитает подвид Pedaliodes antulla bambulla Pyrcz et Viloria, 2008.

## Описание
Длина передних крыльев самцов 26 — 27 мм. Основная окраска коричнево-чёрная, ноги светло-коричневые, крылья снизу оранжево-коричневые. Бабочки рода Pedaliodes питаются на растениях семейства Злаки (Poaceae) и встречаются в горных тропических лесах Анд и влажных лугах парамо на высотах около 2 км.

## Систематика
Вид был впервые описан в 1905 году немецким энтомологом профессором Отто Тиме (Otto Thieme, 1837—1907). Сходен с видом Pedaliodes ampulla, но отличается особенностями окраски и размерами крыльев. Валидный статус подтверждён в 2008 году в ходе ревизии, проведённой польским лепидоптерологом Томашем Пиршом (Tomasz Wilhelm Pyrcz; Zoological Museum of the Institute of Zoology, Jagiellonian University, Краков, Польша), английским энтомологом Энджел Вилориа (Angel L. Viloria; Biogeography & Conservation Laboratory, The Natural History Museum, Лондон, Великобритания) и их коллегами из Франции и Перу.